# Arumpo
Arumpo é uma localidade do estado australiano da Nova Gales do Sul, localizada aproximadamente 86 quilômetros (53 milhas) a nordeste de Mildura, Vitória. A região dos Lagos Willandra, incluindo o Parque Nacional Mungo, fica localizado perto de Arumpo.